# Morinj (Crna Gora)
Morinj, najveće ribarsko naselje u Crnoj Gori.

## Zemljopis
na zapadnoj obali Kotorsko-risanskog zaljeva u Boki kotorskoj, udaljen 4 km od Risna i 8 km od Lepetana. Dijeli se na dva manja naselja: Gornji Morinj i Donji Morinj.

## Povijest
Riječ je o starom pomorskom mjestu čiji su mještani sudjelovali u mnogim bitkama na moru i pomorskim podvizima koji su otvarali nove trgovačke puteve, ali i omogućili otvaranje škola na narodnom jeziku, kao što je osnovna škola u ovom mjestu osnovana 1803. godine. Godine 1843. u Morinju je osnovana knjižnica. Svojim umijećem, znanjem i podvizima u pomorskim bitkama istakla se obitelj Milinović, posebno kapetan Tomo Đurov Milinović (1770. – 1846.) koji je izrađivao topove i sudjelovao u ustanku srpskog vođe Karađorđa. Nadomak Morinja je mjesto Kostanjica koje je smješteno je u zelenoj oazi kestena po kojoj i dobila ime (kostanj - kesten). To je naselje pomoraca i ribara, s dobro očuvanom tradicionalnom fizionomijom na ovom području. Područje Kostanjice se odlikuje i bogatstvom lovorovog lista, kojeg mještani stoljećima skupljaju i od njega proizvode eterična ulja. Kostanjicom se završava polukrug naselja na istočnoj, sjevernoj i zapadnoj strani Kotorsko-risanskog zaljeva. Obiluje velikom količinom podzemnih rijeka i izvora, koje se ulijevaju u more i tako postaju prirodni osvježivači mora, te je u ovom dijelu zaljeva more najčistije.

## Podrijetlo imena
Naselje je prema predanju dobilo ime Morinj (morila, moriti) zbog prevelikog pomora stanovništva u srednjem vijeku od kuge. Do tada, Morinj se zvao Dragomanovići (po obitelji koja je imala najviše kućanstava). Po predaji, u Morinju su podjednako umirali i mladi i stari, ali nakon smrti jedne mlade žene, iz imućne obitelji, Morinjani su odlučili potražiti pomoć od nadriljekara i gatara. Neka gatara, koja je navodno mogla iscjeljivati, rekla je da bi bilo dobro zajedno s pokojnicom na sanduku staviti i s njom sahraniti i živog pijetla, koji će biti žrtva kugi i vjerovala je da će se Bog smilovati i riješiti ih kuge. S tim prijedlogom nije se složio tadašnji mladi morinjski svećenik. On je vjerovao da samo molitva može spasiti selo. Predložio je veliku ikonu Presvete Bogorodice iz Crkve sv. Jovana odnijeti na izvor vode na Svrčak, tu posvetiti vodu, poškropiti narod i uz molitvu Bogu i Presvetoj ubrzo će ozdraviti cijelo selo. U znak poštovanja Presvete Bogorodice, svake godine 15. srpnja (kada se prema predaji dogodilo spasonosno iscjeljenje) Morinjani iznose njenu ikonu.

## Logor u Morinju
Početkom srpsko-crnogorske agresije na dubrovačko područje u listopadu 1991. osnovana su dva koncentracijska logora za ratne zarobljenike: jedan u Bileći u BiH i jedan u Morinju. Kroz logor u Morinju prošla su 292 zarobljenika, mahom hrvatski civili iz dubrovačkog područja. Dvije su osobe umrle od nanošenja teških tjelesnih ozljeda. U logoru koji je prije vjerojatno služio kao vojno skladište zapovjednici i ostali čuvari zarobljenike su tukli kad su htjeli i čime su htjeli. Logor je zatvoren sredinom prosinca 1991. nakon razmjena, a dvojica zarobljenika prebačena su u bilećki. Bivšim rezervististima JNA-e Ivu Gojniću, Špiru Lučiću, Boru Gligiću i Ivu Menzalinu za zločine u Morinju sudi se u Crnoj Gori.

## Poznate osobe
- Luka Berberović, slikar i likovni pedagog

## Vanjske poveznice
- Službena stranica